# Oranjefristaten

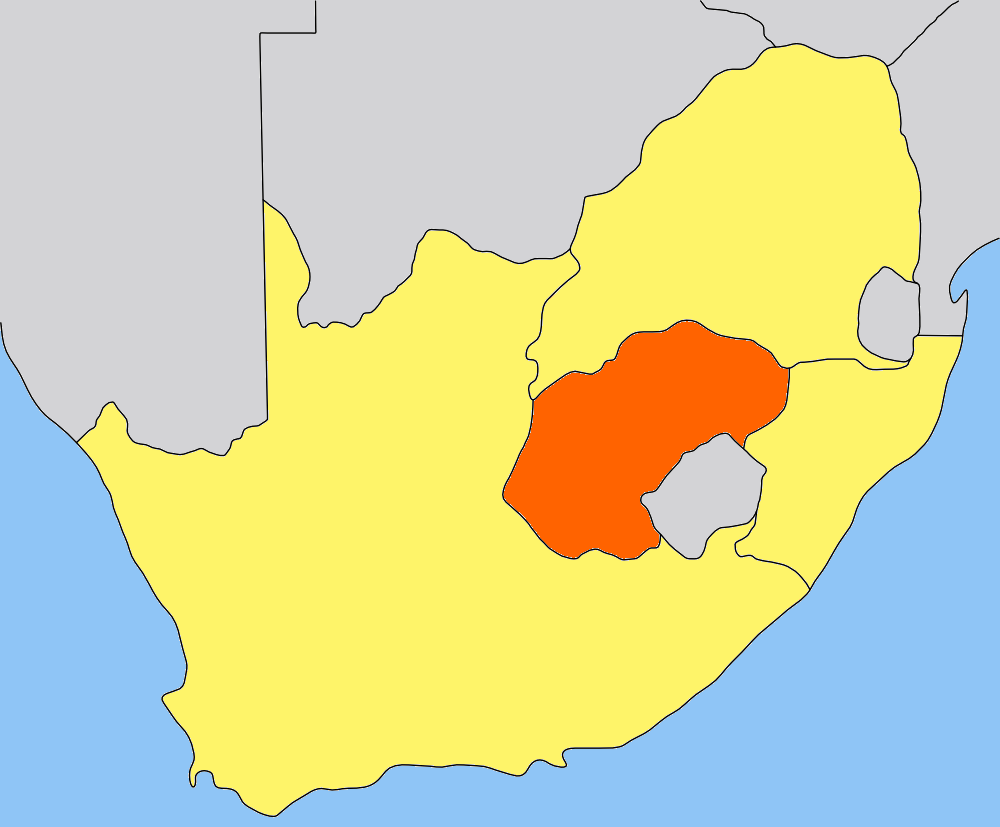
Oranjefristatens läge i Sydafrika.

Oranjefristaten (afrikaans: Oranje Vrystaat; engelska: Orange Free State) var tidigare en republik (fristat), kronkoloni och provins i Sydafrika. Den motsvarar dagens Fristatsprovins. Huvudstad var Bloemfontein.

## Historia

### Självständighet och brittisk koloni
Oranjefristaten erhöll sin första fasta vita befolkning 1834 av så kallade voortrekkers, boer som lämnade Kapprovinsen när britterna övertog denna. Det namn de gav sitt nya land härstammade från Oranjefloden. År 1848 annekterade Storbritannien området men erkände dess självständighet 1854 (Kontraktet i Bloemfontein), varvid republiken Oranjefristaten bildades. Som självständig republik utvecklades Oranjefristaten framgångsrikt politiskt och ekonomiskt men hamnade i konflikt med britterna. Landet ingick 1889 och 1897 militärallians med den andra boerrepubliken Transvaal. Konflikten med britterna ledde Oranjefristaten och Transvaal in i Boerkrigen (1880-1881 och 1899-1902). Utfallet av det andra kriget blev för Oranjefristatens del katastrofalt; år 1900 annekterades landet ånyo av britterna som upprättade en koloni 1902 av området, Oranjekolonin. Kolonin fick självstyre år 1907.

#### Fristatens presidenter 1854 - 1902
- Josias P. Hoffman (1854 - 1855)
- Jacobus Nicolaas Boshoff (1855 - 1859)
- Marthinus Wessel Pretorius (1859 - 1863, även president i Transvaal 1857 - 1871)
- Johannes Henricus Brand (1864 - 1888)
- Francis William Reitz (1889 - 1895)
- Marthinus Theunis Steyn (1896 - 1902)
- Christiaan Rudolph de Wet (tillförordnad president 1902)

### Sydafrikansk provins
När Sydafrikanska unionen upprättades som en självständig stat inom Brittiska Imperiet 1910 av de fyra kolonierna Kapkolonin, Natal, Transvaal och Oranjekolonin omdanades dessa kolonier till provinser. Oranjefristatens område utgjorde således en sydafrikansk provins mellan åren 1910 och 1995 då fick det nya namnet Fristatsprovinsen.

## Oranjefristaten i dag
Idag motsvaras Oranjefristatens område av Fristatsprovinsen, där Bloemfontein fortsatt är huvudstad och viktigaste centrum. Arealen är 129 480 kvadratkilometer och folkmängden 2,7 miljoner (2001). Etniskt sett fördelar sig befolkningen på svarta (88 %), vita (9 %), färgade (3 %) och asiater (0,1 %). Viktigaste språk är sotho (62 %), afrikaans (14 %) och xhosa (9,5 %).